# Liste orange
 (juin 2016).
En France, dans le domaine de la téléphonie, la liste orange regroupe les abonnés qui acceptent de diffuser leurs coordonnées téléphoniques dans les annuaires et services de renseignements, mais qui refusent d'être recensés dans les listings destinés à être utilisés pour du marketing direct.
L'utilisation à des fins de prospection directe des coordonnées d'un abonné placé en liste orange constitue une contravention de quatrième classe, en application de l'article R 10-1 du Code des Postes et des Communications Électroniques.

## Histoire
En 1996, Libération (journal) écrit « France Télécom a fait preuve, depuis la création de la liste en 1989, d'une rare discrétion, soucieux de ne pas susciter une vague d'inscriptions, ce qui aurait écorné d'autant le magot que lui rapporte la location aux entreprises de marketing direct de la liste des abonnés au téléphone ».
Entre les années 2000 et 2004, la liste orange est renommée liste anti-prospection.
En 2011, le secrétaire d’État à la consommation Frédéric Lefebvre lance une nouvelle liste dénommée Pacitel. Elle vient compléter la liste orange sans s'y substituer. Un consommateur peut être inscrit sur la liste orange mais apparaître dans une base de données après avoir donné son numéro à une entreprise qui l'aura revendu. La liste Pacitel règle le problème à la source : signaler aux 
entreprises faisant du démarchage téléphonique les consommateurs qui ne souhaitent pas être appelés dans ce cadre, quel que soit le moyen de récupération des fichiers de prospection. De plus, la liste Pacitel intègre des numéros de téléphone portable ce que ne fait pas la liste orange.
Depuis 2011, la Liste orange est renommée Liste anti-prospection, en raison de la confusion avec le nom de l'entreprise Orange alors appelée à remplacer celui de France-Télécom.
Depuis 2016, un nouveau service remplace Pacitel et complète les listes antiprospection gérée par les opérateurs téléphoniques : le service Bloctel.

### Sources
- Fiche pratique « la prospection commerciale par téléphone ; information préalable et droit d’opposition », publiée par la CNIL.
  - Textes législatifs applicables :
  - Article 38 de la loi 78-17 du 6 janvier 1978 modifiée (Loi Informatiques et Libertés)
  - Voir aussi les articles L.34 et R.10 du code des postes et des communications électroniques.
  - Code de déontologie des professionnels du marketing direct